# Joe Dempsie
Joseph "Joe" Maxwell Dempsie (Liverpool, 22 juni 1987) is een Brits acteur. Hij is bekend dankzij zijn rol als Chris Miles in het Britse tienerdrama Skins. In Game of Thrones is hij te zien als Gendry Baratheon en in The Fades als John/Pollus.

## Filmografie

### Televisie
| Jaar      | Titel               | Rol                    | Netwerk   | Opmerkingen                                  |
| --------- | ------------------- | ---------------------- | --------- | -------------------------------------------- |
| 2000      | Peak Practice       | Leon                   | ITV       |                                              |
| 2001      | Doctors             | Lee Lindsay            | BBC       |                                              |
| 2003      | Sweet Medicine      | Ben Campbell           | ITV       | Series 1, episode 2                          |
| 2004      | Doctors             | Danny                  | BBC       |                                              |
| 2005      | Born and Bred       | Humphrey 'Bogie' Locke | BBC One   |                                              |
| 2007–2008 | Skins               | Chris Miles            | E4        | Seizoen 1, 2                                 |
| 2008      | Doctor Who          | Cline                  | BBC One   | Series 4, episode 6, "The Doctor's Daughter" |
| 2008      | Merlin              | William                | BBC One   |                                              |
| 2010      | This Is England '86 | Higgy                  | Channel 4 |                                              |
| 2011-2019 | Game of Thrones     | Gendry Baratheon       | HBO       |                                              |
| 2011      | The Fades           | John/Young Polus       | BBC Three |                                              |
| 2011      | Moving On           | Kieran Murphy          | BBC One   |                                              |

### Film
| Jaar | Film              | Rol             |
| ---- | ----------------- | --------------- |
| 2002 | Heartlands        | Craig           |
| 2003 | One for the Road  |                 |
| 2009 | Spirited          | Dean            |
| 2009 | The Damned United | Duncan McKenzie |
| 2011 | Blitz             | Theo Nelson     |

### Radio
| Jaar | Titel            | Rol    | Station     |
| ---- | ---------------- | ------ | ----------- |
| 2010 | Once Upon A Time | Steven | BBC Radio 4 |

### Voice-over
| Jaar | Titel                 |
| ---- | --------------------- |
| 2008 | Clearasil advertentie |
| 2011 | Sky One               |

- Biblioteca Nacional de España: XX5593609
- Bibliothèque nationale de France: cb15935558x (data)
- Gemeinsame Normdatei: 1195481845
- International Standard Name Identifier: 0000 0001 1493 892X
- Library of Congress Control Number: no2009102218
- Nederlandse Thesaurus van Auteursnamen: 393567478
- Système universitaire de documentation: 200581708
- Virtual International Authority File: 78796515
- WorldCat: E39PBJB8myhxBhqwvQM7P6Qpfq